# Есме Вейджун Ван
Есме Вейджун Ван (англ. Esmé Weijun Wang) — американська письменниця тайванського походження. Авторка книг Межа раю (2016) та Зібрання шизофреній (2019). Лауреатка «Премії Вайтінґа», у 2017 році включена до щорічного списку найкращих молодих американських прозаїків журналу «Granta».

## Освіта
Ван спочатку навчалася в Єльському університеті, перевелася до Стенфордського університету, який закінчила у 2006 році. Здобула ступінь магістра закордонних справ у університеті Мічигану, а її дисертація стала основою для розділу в її першому романі.

## Кар'єра
Перша книга Ван, роман Межа раю, вийшла у видавництві «Unnamed Press» 2016 року. Це готична сімейна драма про сім'ю, батько якої наклав на себе руки, залишивши матір виховувати двох дітей самотужки. Вона «впроваджує власну версію tong yang xi — старомодної китайської традиції, коли сім'ї вдочеряють бідних дівчат, щоб вони могли рости з їх синами та врешті одружитися з ними», заохочуючи свого сина та падчерку до стосунків між собою. «Chicago Review of Books» відзначив обережне поводження з психічними розладами кожного з персонажів, дійшовши висновку, що «роман порушує цікаві питання про виховання дітей, культуру та ізоляцію».
У 2017 році Ван була названа найкращою молодою американською прозаїкинею за версією «Granta», у списку який складається раз на десятиліття. Наступного року Ван отримала «премію Вайтінґа». Її оповідання «Яка жахлива річ це була», опубліковане в «Granta» 2017 року, увійшло до антології «Найкращі американські оповідання 2018 року».
У 2019 році у видавництві «Graywolf Press» вийшла збірка есеїв Ван Зібрання шизофреній. Есеї зосереджені на різному життєвому досвіді під час її боротьби з шизоафективним розладом. Перед виходом у світ Зібрання шизофреній отримала зірку в рецензії Publishers Weekly. Пізніше Кетрін Колдірон у «Los Angeles Review of Books» зауважила, що збірка «не є особливо соковитою чи гротескною» і має «відчуття незавершеності», хоча й зробила висновок, що «проза настільки прекрасна, а спогади та описи настільки яскраві, що навіть якби вона не була переважно про маловивчений стан, її можна було б легко рекомендувати». Есме Вейджун Ван готова стати великою письменницею, і це її історія походження". Ілана Масад, яка пише для «NPR», зробила висновок, що книга «захоплива, чесна і сміливо допускає складнощі в реальності того, що таке життя з хворобою». У «Нью-Йорк таймс» Рейчел Комб похвалила книгу і поставила під сумнів правдивість розповіді Ван, зазначивши, що «образи та ідеї, які Ван викликає з цих уламків, іноді розчаровують, але часто сліпучі і варті реконструктивної роботи». Зібрання шизофреній увійшла до списку бестселерів «Нью-Йорк таймс» серед нехудожньої літератури невдовзі після її виходу.
У 2019 році Ван підписала «гучну» угоду на дві книги з видавництвом Riverhead на новий роман і другу збірку есеїв.

## Особисте життя
Ван — американка тайванського походження у другому поколінні, народилася на Середньому Заході США. 2013 року Ван пережила синдром Котара, хворобу, яка змушує людей вірити, що вони вже померли. Мешкає у Сан-Франциско.

## Нагороди
- 2016: «Премія нон-фікшн Graywolf»[19]
- 2017: «Granta найкращих молодих американських прозаїків»[20]
- 2018: «Премія Вайтінґа»[en][21]
- 2020: «39-та Книжкова премія Північної Каліфорнії: Креативний нон-фікшн»[22]
- 2020: «Advocates Award»[23]